# Gagea schachimardanica
Gagea schachimardanica är en liljeväxtart som beskrevs av Igor Germanovich Levichev. Gagea schachimardanica ingår i Vårlökssläktet och i familjen liljeväxter. Inga underarter finns listade.